# Jack McCloskey

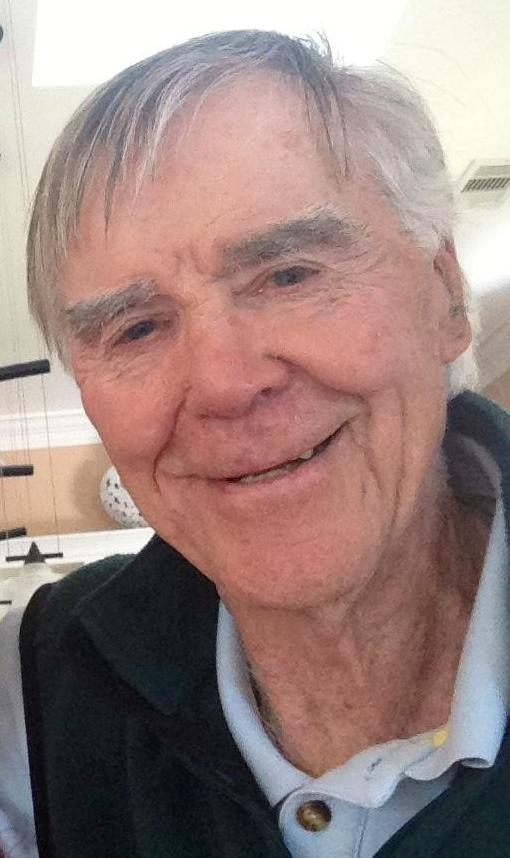
Jack McCloskey (2013)

John William „Jack“ McCloskey (* 19. Oktober 1925; † 1. Juni 2017 in Savannah, Georgia) war ein US-amerikanischer Basketballspieler, -trainer und -manager in der National Basketball Association (NBA).

## Leben
Jack McCloskey hatte im Zweiten Weltkrieg als Leutnant bei der Navy gedient. In der NBA spielte er während der Saison 1953 ein Spiel für die Philadelphia Warriors und erzielte dabei sechs Punkte. Zwei Jahrzehnte später war er von 1972 bis 1974 Trainer der Portland Trail Blazers. Dabei wies er eine Bilanz von 48 Siegen und 116 Niederlagen auf. Danach blieb er dabei und wurde bei Jerry West (damals Coach) und seinen Lakers als Assistenzcoach tätig. Als West zum General Manager ernannt wurde, machte McCloskey sich Hoffnungen auf den Trainerposten bei den Lakers, aber die stellten Paul Westhead als Coach ein. Im Jahre 1979 wurde McCloskey zum General Manager der Detroit Pistons ernannt.
Während der nächsten dreizehn Jahre machte „Trader Jack“, so lautete sein Spitzname, mehr als dreißig Trades, wobei er sein Team meistens verbesserte, so dass es zu einem wahren Herausforderer für die Boston Celtics wurde. Seine bekanntesten Amtshandlungen waren, dass er Joe Dumars und Dennis Rodman in den letzten Runden des NBA-Drafts auswählte, das Traden dreier Spieler im Tausch für Bill Laimbeer und das Traden des Superstars Adrian Dantley für Mark Aguirre während der Saison 1988–1989, was den Pistons zum NBA-Titel 1989 und 1990 verhalf. Nachdem den Chicago Bulls ein Sweep über die angeschlagenen Pistons in den Eastern Conference Finals 1991 gelungen war, machte „Trader Jack“ seine letzten Amtshandlungen. Er erhielt Darrell Walker, Brad Sellers und Orlando Woolridge im Tausch für Vinnie Johnson und James Edwards, womit er versuchte, das Team jünger zu machen. Zudem draftete er Doug Overton beim NBA-Draft 1991 in der zweiten Runde und gab dafür den Erstrunden Pick der Pistons weg. Das war eine sehr zweifelhafte Entscheidung, da Overton in der nächsten Saison nicht ein Spiel für die Pistons bestritt. Die Teamchemie der Pistons stimmte nicht mehr und sie gewannen in der darauffolgenden Saison nur 48 Spiele. In den Playoffs verloren sie in der ersten Runde in fünf Spielen gegen die New York Knicks und McCloskey verließ das Team. Später war er noch mal im Front Office der Minnesota Timberwolves und der Toronto Raptors tätig.
Am 29. März 2008 wurde er von den Pistons geehrt und ein Banner mit seinem Namen wurde unter die Decke des Palace of Auburn Hills gehängt.
Zuletzt wohnte er mit seiner Frau Leslie in Georgia. Die Schriftstellerin Molly McCloskey war seine Tochter.